# ヘンリー八世 (シェイクスピア)

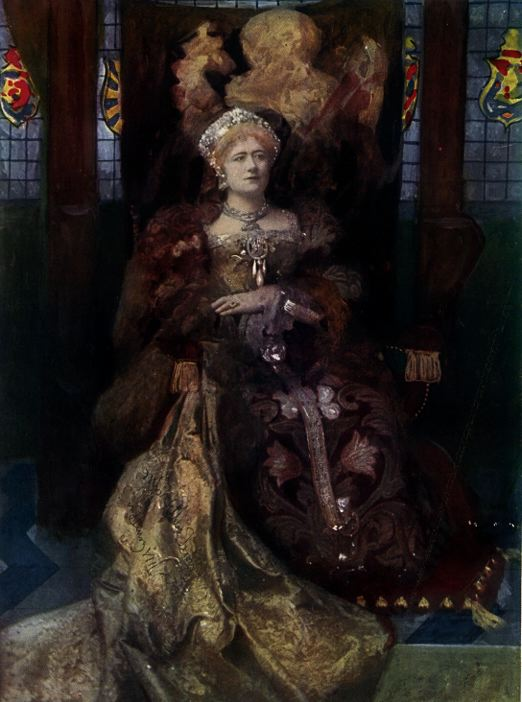
王妃キャサリンを演じるエレン・テリー

『ヘンリー八世』（ヘンリーはっせい、The Famous History of the Life of King Henry the Eighth）は、イングランド王ヘンリー八世の生涯を描いたウィリアム・シェイクスピア作の歴史劇。
『ヘンリー八世』という題名は1623年の「ファースト・フォリオ」で初めて使われたもので、発表当時の文献には『すべて真実』（All is True）とある。文体から、シェイクスピアの単独執筆作品ではなく、後継者のジョン・フレッチャーが共作したか、あるいは改訂した可能性が指摘されている。その構成には「後期ロマンス劇」の特徴がいくつか見られる。
1613年、『ヘンリー八世』を上演中のグローブ座が全焼した。特殊効果として使用した大砲の弾が劇場の草葺きの屋根に火をつけたためだった。

## 材源
シェイクスピアの歴史劇でいつも使われるラファエル・ホリンシェッドの『年代記（Chronicles）』の他に、ジョン・フォックス（John Foxe）の『殉教者列伝（Foxe's Book of Martyrs）』、ジョン・ストウ（John Stow）の『Summary of English Chronicles』、ジョン・スピード（John Speed）の『History of Great Britain』が二次的に使われている。ヘンリー八世に関する戯曲を書くというアイディアは（シェイクスピアは10年近く歴史劇を書いていなかった）、1613年のヘンリー八世を扱ったサミュエル・ロウリー（Samuel Rowley）の劇『見ればおわかり（When You See Me You Know Me）』の第2四折版の出版がきっかけかも知れない（逆に、シェイクスピアの『ヘンリー八世』の不評がロウリーの本の再版の原因になったという指摘もある）。
シェイクスピアは劇的な目的と入り組んだ素材を感情の流れに沿って見られるようにするために、『ヘンリー八世』を歴史通りには描いていない 。20年間におよぶ事件を圧縮したのみならず、順番も入れ替えた。『ヘンリー八世』では、バッキンガム公に対する大逆罪の裁判は誤りかつ冤罪であったことを暗に指し示しているが、はっきりとは言っていない。同様に、他の微妙な問題についても曖昧な姿勢を取っている。たとえば、アン・ブーリンの不名誉と斬首については慎重に避け、ヘンリー八世の以後の4人の妻たちのことについてもまったく触れていない。

## 創作年代

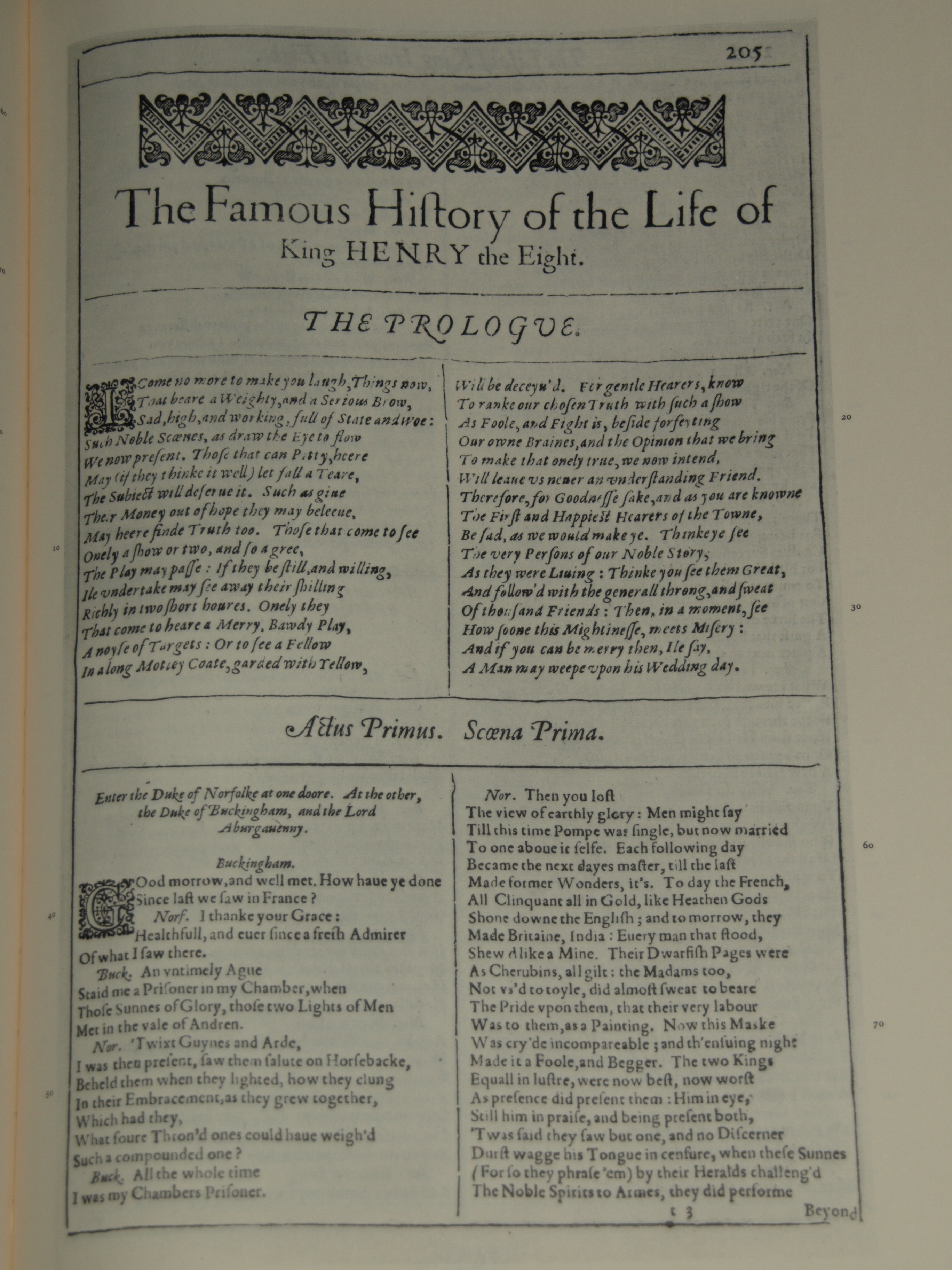
「ファースト・フォリオ」（1623年）の『ヘンリー八世』の表紙の複写

サミュエル・ジョンソン、ルイス・シオボルド（Lewis Theobald）、ジョージ・スティーヴンス（George Steevens）、エドモンド・マローン、ジェームズ・ハリウェル＝フィリップスといった18世紀・19世紀の指導者的研究者たちは、この劇の前テューダー朝的性質が、テューダー家（エリザベス一世）によって母親（メアリー）を斬首されたジェームズ一世統治期（1603年 - 1625年）では上演できなかったはずだという理由から、この劇の創作年代を1603年以前だとしていた。しかし、ステュアート朝時代を通して、ヘンリー八世を好意的に描いた『見ればおわかり』、エリザベス一世を好意的に描いた『If You Know Not Me, You Know Nobody』が上演・出版・再版されたという事実がある。
『ヘンリー八世』の上演は、複数のグローブ座全焼の記録に残っている。火事が起こったのは1613年6月29日だが、当時のある記録にこの芝居は「それ以前に2、3回も演っていない」とあることから、比較的新しい作品だったと考えられている。

## 上演史
『ヘンリー八世』の最初の上演は、1612年から1613年にかけてのエリザベス・ステュアートの結婚祝賀セレモニーの一環だったと信じられている。しかし、記録に残っているのは前述のグローブ座の火事の時が最初である。
火事から15年経った1628年6月29日、国王一座はグローブ座で『ヘンリー八世』を再演した。その時の上演を当時のバッキンガム公ジョージ・ヴィリアーズが観劇して、劇中バッキンガム公が処刑されたところで席を立ったという（その約2ヶ月後、ヴィリアーズは暗殺された）。
1662年から1706年までヨーク公一座のプロンプターを勤めたジョン・ダウンズの『Roscius Anglicanus 』（1708年）にも、この劇についての言及がある。ダウンズはヘンリー八世を最初に演じたのはジョン・ローウィン（John Lowin）で、「シェイクスピア氏本人から指導を受けた」と書いている。しかし、ダウンズと「シェイクスピア氏」との個人的な関係はどの記録にも残っていない。
王政復古期の1664年、サー・ウィリアム・ダヴェナント（William Davenant）がトマス・ベタートン（Thomas Betterton）主演で『ヘンリー八世』を上演し、サミュエル・ピープスが観劇した。
1720年代にはコリー・シバー（Colley Cibber）の改定版がしばしば上演された。
19世紀には、この劇のスペクタクル性が大変人気があった。とくに1816年のチャールズ・キーン（Charles Kean）主演の舞台は壮麗だった。
1888年にエレン・テリーと共演したヘンリー・アーヴィング（Henry Irving）は枢機卿ウルジーを当たり役にした。
ハーバート・ビーボン・トゥリー（Herbert Beerbohm Tree）は劇の壮観さを売りとして、かつてないほど凝った劇にした。
19世紀以降は、1933年、サドラーズウェルズ劇場でのチャールズ・ロートン（ヘンリー八世）、1959年のシェイクスピア記念劇場（現ロイヤル・シェイクスピア・シアター ）でのジョン・ギールグッド（ウルジー）&ハリー・アンドリュース（ヘンリー）などの上演があるが、人気はなくなり、上演されることも滅多になくなった。しかし、ロイヤル・シェイクスピア・カンパニーによる上演（1996年 - 1997年）は批評的に好評で、今後、上映される機会が増える可能性もある。

## 作者
『ヘンリー八世』はシェイクスピアと、シェイクスピアの跡を継いで国王一座のメイン座付作家となったジョン・フレッチャーとの共作であると言われることが多い。しかし、それを証明する当時の記録は何もない。共作説の根拠として、いくつかの場面で使われる韻文のスタイルが、シェイクスピア作品よりフレッチャー作品によく見られるものだからである。しかし、たとえフレッチャーが関わっていたにしても、合作なのか改訂しただけなのかはわからない。
フレッチャーとの合作説を最初に指摘したのは、フランシス・ベーコン専門家のジェームズ・スペディング（James Spedding）で、1850年のことだった。スペディングらはシェイクスピア作品の中にフレッチャーのスタイルと語の選択を見て、そう主張した。20世紀になって、共作説について論争が続いたが、さらなる証拠で合作説により傾いた。1966年、アードマンとフォーゲルは次のように述べた。「現在、否定する研究家は少数で、大多数の研究家がフレッチャー共作説を認めている」。

## 登場人物

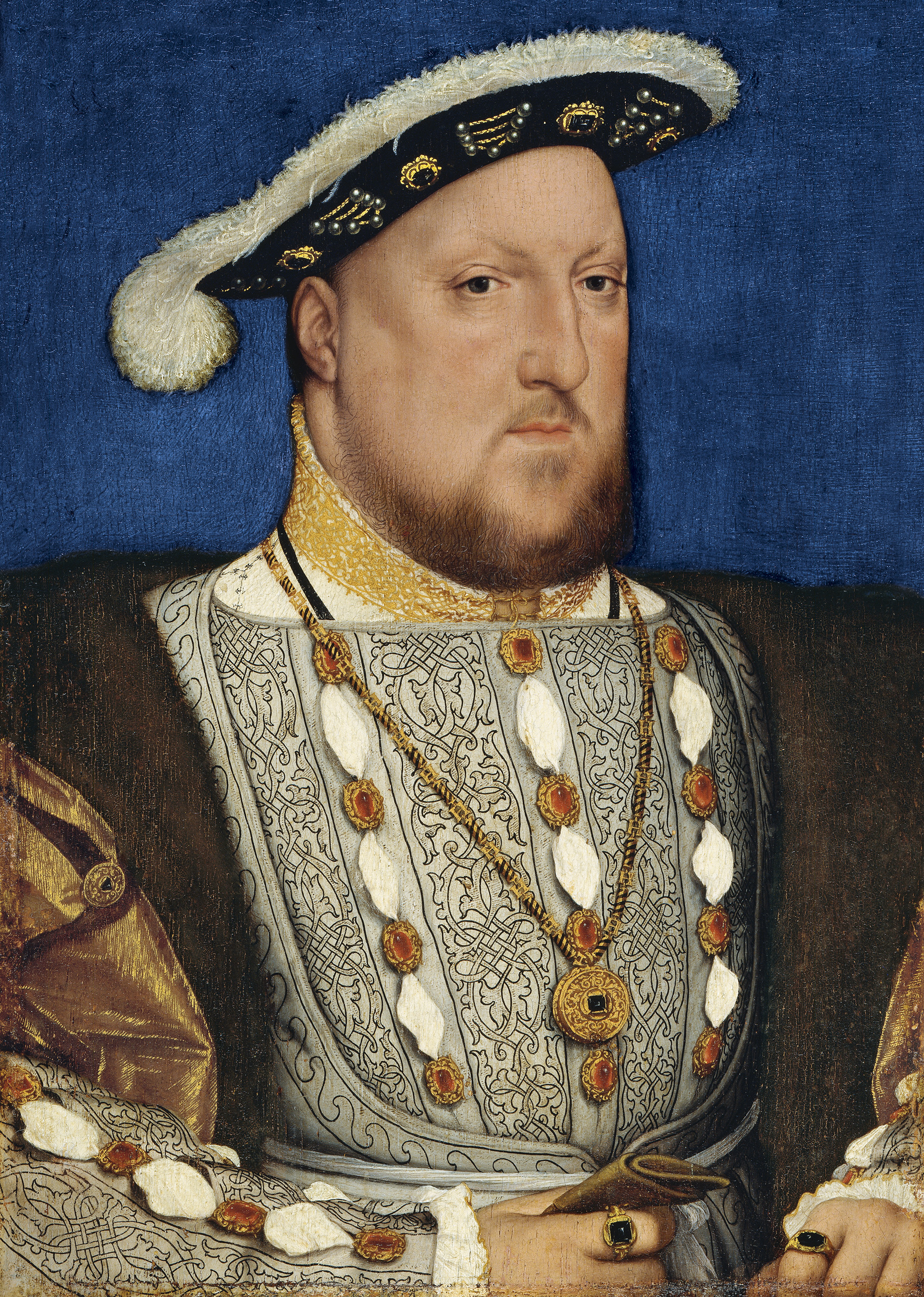
ヘンリー八世（ハンス・ホルバイン子・画、1536年頃）

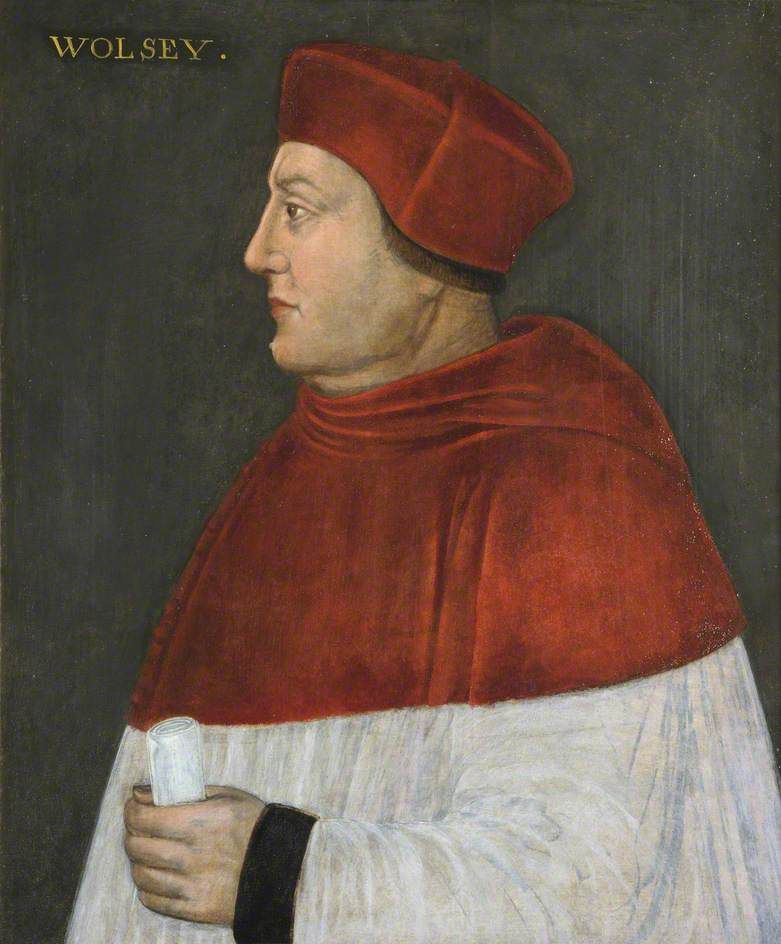
枢機卿ウルジー（Sampson Strong画、1526年）

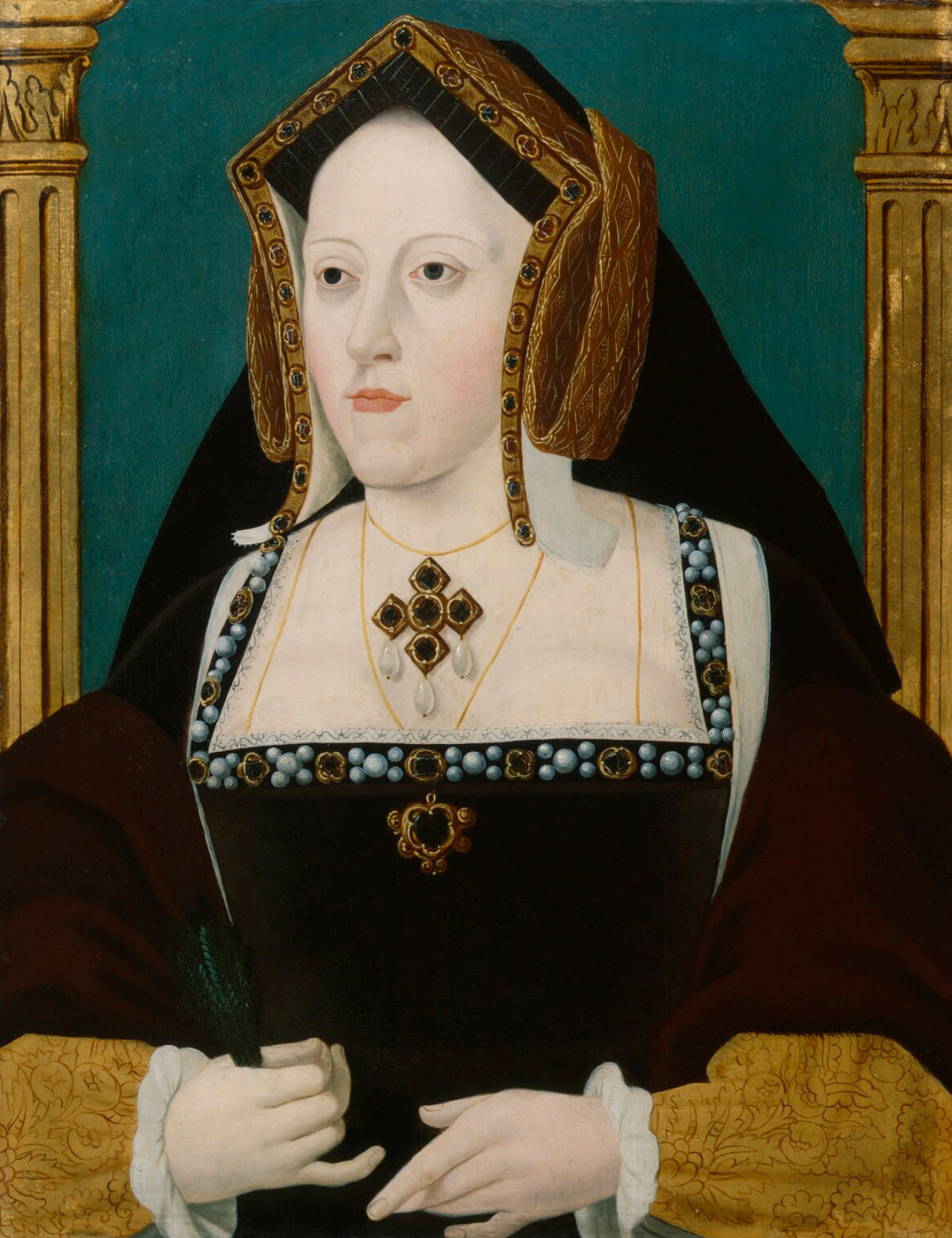
王妃キャサリン（16世紀）

- 王ヘンリー八世（KING HENRY THE EIGHTH）
- 枢機卿ウルジー（CARDINAL WOLSEY）
- 枢機卿キャンピーアス（CARDINAL CAMPEIUS）
- キャピューシアス（CAPUCIUS） - 皇帝カール五世の大使。
- クランマー（CRANMER） - カンタベリー大司教。
- ノーフォーク公（DUKE OF NORFOLK）
- バッキンガム公（DUKE OF BUCKINGHAM）
- サフォーク公（DUKE OF SUFFOLK）
- サリー伯（EARL OF SURREY）
- 宮内大臣（LORD CHAMBERLAIN）
- 大法官（LORD CHANCELLOR）
- ガードナー（GARDINER） - ウィンチェスター司教。
- リンカン司教（BISHOP OF LINCOLN）
- アバガヴェニー卿（LORD ABERGAVENNY）
- サンズ卿（LORD SANDYS）別名サー・ウィリアム・サンズ（SIR WILLIAM SANDYS)
- サー・ヘンリー・ギルフォード（SIR HENRY GUILDFORD）
- サー・トマス・ラヴェル（SIR THOMAS LOVELL）
- サー・アンソニー・デニー（SIR ANTHONY DENNY）
- サー・ニコラス・ヴォークス（SIR NICHOLAS VAUX）
- ウルジーの秘書たち（Secretaries to Wolsey）
- クロムウェル（CROMWELL） - ウルジーの部下。
- グリフィス（GRIFFITH） - 王妃キャサリンの侍従。
- 三人の紳士（Three Gentlemen）
- 医師バッツ（DOCTOR BUTTS） - 王の主治医。
- ガーター紋章官（Garter King-at-Arms）
- バッキンガム公の監督官（Surveyor to the Duke of Buckingham）
- ブランドン（BRANDON）と守衛官（a Sergeant-at-Arms）
- 会議室の守衛（Door-keeper of the Council-chamber）
- 門衛（Porter）とその部下（his Man）
- ガードナーの小姓（Page to Gardiner）
- 廷丁（A Crier）
- 王妃キャサリン（QUEEN KATHERINE） - ヘンリー八世の妻、後に離婚。
- アン・ブーリン（ANNE BULLEN） - 王妃に仕える女官、後に王妃。
- 老婦人（An old Lady） - アン・ブーリンの友人。
- ペーシェンス（PATIENCE） - 王妃キャサリンの侍女。
- 精霊たち（Spirits）

## あらすじ
『ヘンリー八世』はプロローグから始まる。観客に対してこの劇が、権力者が転落していく深刻な劇であることを告げられる。
バッキンガム公、ノーフォーク公、アバガヴェニー卿が集まって、ヘンリー八世を操って、ますます高慢になっていくウルジー卿を非難している。しかし、ウルジーは先手を打って、バッキンガム公は反逆罪の罪で逮捕される。
ヘンリー八世はウルジーを信頼しきっている。そこに王妃キャサリンがやってきて、国民に課した重税を取り消すよう懇願に来る。重税はヘンリー八世に内緒で、ウルジーがやったことだった。しかし、ウルジーは自分も知らなかったことにし、また税の取り消しも自分が王に訴えたからだという噂を世間に広めようとする。キャサリンはバッキンガム公の逮捕にも疑問を投げかけるが、ウルジーはバッキンガム公からくびにされた監督官らを利用して証言させる。王は騙されて、バッキンガム公は処刑される。
第1幕第4場は、グローブ座全焼の原因となった、ウルジー邸の晩餐会の場面である。ヘンリー八世は仮面をつけてそこに現れ、アン・ブーリンを見初める。
ヘンリー八世は王妃キャサリンとの離婚手続きをウルジーに進めさせる。キャサリンは自分の敵であるウルジーが審判する裁判への出頭を拒否する。
ウルジーはヘンリー八世とアン・ブーリンとの結婚に反対で、離婚手続きを延期しようとするが、その手紙をヘンリー八世に見られてしまう。さらに、これまでさんざん私腹を肥やしたこともばれ、王の信頼を失う。財産を没収され、失意のうちに死ぬ。王妃キャサリンも他界する。
ヘンリー八世とアン・ブーリンと結婚し、二人の間に王女エリザベス（後のエリザベス一世）が生まれたところで、物語は幕を閉じる。
最後にエピローグがついている。

### 日本語版テキスト
- 坪内逍遙訳「シェークスピヤ全集 第34巻」早稲田大学出版部 1928。新版：新樹社・名著普及会
- 中野里皓史訳『世界古典文学全集 第45巻 シェイクスピアⅤ』筑摩書房 1966
- 小田島雄志訳、白水社 1980／白水Uブックス 1983
- 松岡和子訳、ちくま文庫 2019